# Fereshta Kazemi
Fereshta Kazemi(Kabul, 1979) es una actriz de cine afgana nacionalizada estadounidense que interpretó el primer beso en pantalla de una actriz afgana.

## Trayectoria
Nacida en Kabul, Afganistán, Kazemi se mudó a los EE. UU. con su familia. Creció en Nueva York y en el Área de la Bahía de San Francisco. Después de la secundaria, Kazemi ganó una beca académica para el Marymount Manhattan College en Nueva York, donde estudió actuación y escritura. Kazemi también obtuvo una licenciatura en Filosofía y Antropología Cultural de la Universidad de California, Davis. Continuó sus estudios de posgrado de actuación y escritora de guiones en la Academy of Art University y obtuvo un MBA de la Chapman University, especializada en la producción cinematográfica.
En 2009, Kazemi tuvo un papel principal en Heal, una película sobre conflictos en Afganistán que ganó más de veinte premios en festivales de cine nacionales e internacionales, incluido el premio a la mejor película de ciencia ficción y fantasía en el Comic Con International Film Festival (2011), el premio Frank D. Capra (2011) y el premio humanitario en el Cleveland International Film Festival (2011).
En 2014, Kazemi fue el personaje principal de Targeting, un largometraje de suspenso psicológico estadounidense. En esta película Kazemi interpretó el papel de  una joven esposa inmigrante afgana en la Kazemi estadounidense. En esta misma película, interpretó el primer beso en pantalla de una actriz afgana y la NBC la calificó de "pionera".
El trabajo de Kazemi fue fotografiada en una serie de Carolyn Cole, ganadora de un Pulitzer, mientras Cole estuvo en Afganistán.
En 2013, Fereshta interpretó el papel principal en The Icy Sun, una película sobre las violaciones en Afganistán. NBC News dijo que su película "abre nuevos caminos para Afganistán, donde las víctimas de violación pueden ser obligadas a casarse con sus atacantes para preservar el honor de sus familias".
Kazemi está trabajando en un documental sobre las artes dramáticas en Afganistán.

## Reconocimientos
En 2013 recibió el premio a la mejor actriz por su papel en "The Icy Sun" en el "2nd Afghanistan Human Rights Film Festival".